# Saïd Ali Coubèche
Saïd Ali Coubèche, né le 3 mars 1917 à Djibouti et mort le 16 janvier 2009 à Cannes en France, est un homme politique et un acteur économique de la côte française des Somalis, du territoire français des Afars et des Issas et de la république de Djibouti.

## Carrière politique
Saïd Ali Coubèche est nommé au Conseil privé de la Côte française des Somalis en mars 1945, puis élu au Conseil représentatif en mars 1946, et le reste jusqu'en 1958. Il est conseiller de l'Union française de 1947 à 1954, et ministre des finances local en 1957-1958.
Il est membre du Conseil économique et social de 1974 à 1978.
Il est président du « Club de la jeunesse arabe » de Djibouti de sa création en 1939 jusqu'en 1959.

## Carrière économique
Saïd Ali Coubèche a présidé la Chambre de commerce djiboutienne de 1957 à 2003. Il était alors le dirigeant des Établissements Coubèche, l'une des plus importantes sociétés commerciales de Djibouti.

## Vie privée
Saïd Ali Coubèche est le fils d'Ali Mohamed Coubèche et de Zeïna Saïd Mowafi, et le petit-fils de Mohamed Saleh Coubèche, l'un des premiers Yéménites installés à Obock en 1885. Il est titulaire du certificat d'études primaire.
Saïd Ali Coubèche est élevé à la dignité de commandeur de la Légion d'honneur en 1998.